# Bas Veth (kunstschilder)

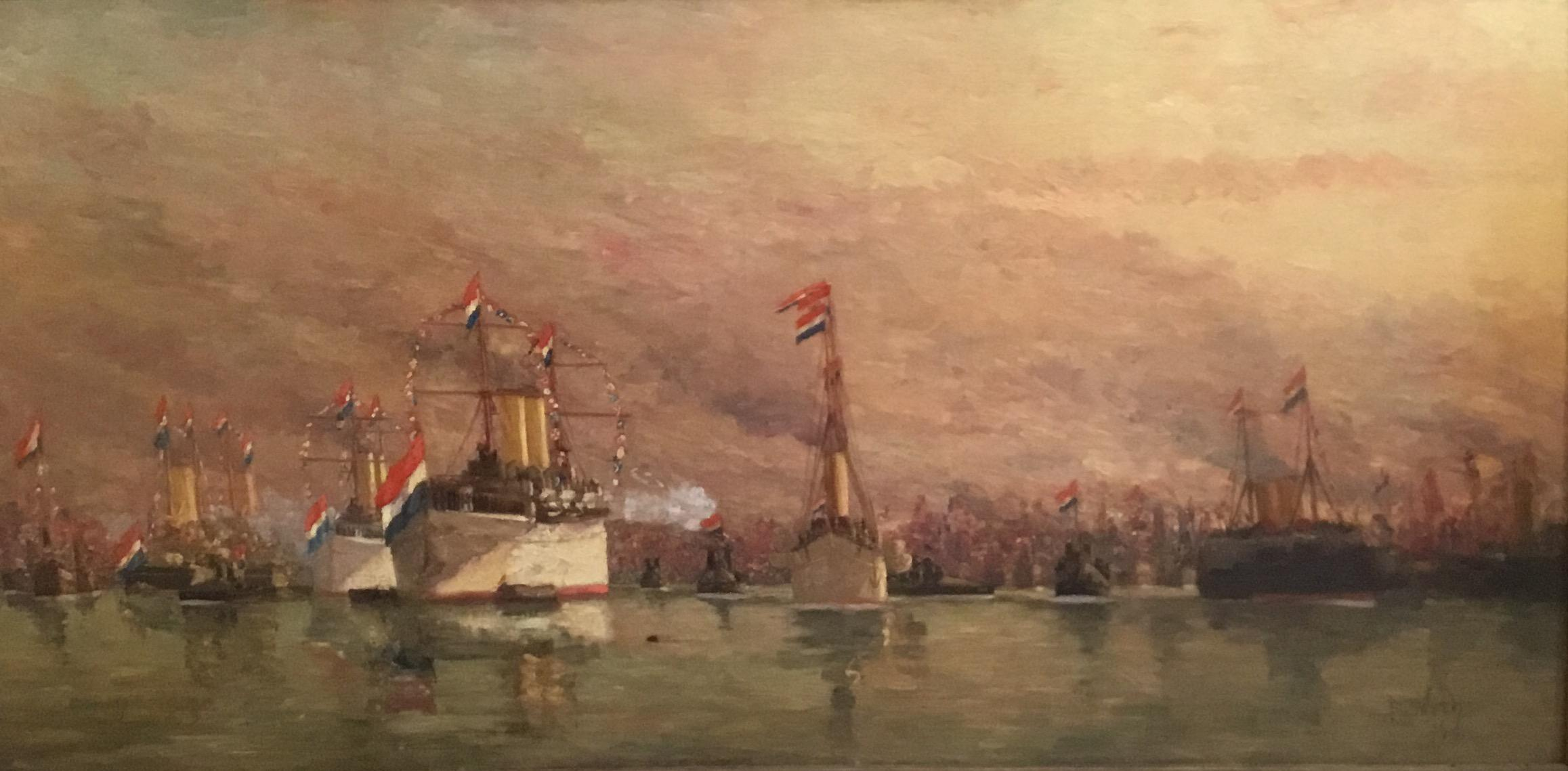
Vlootschouw bij de inauguratie van koningin Wilhelmina, 1898

Bastiaan (Bas) Veth (Arnhem, 12 maart 1861 - Gouvieux, 4 april 1944) was een Nederlands impressionistisch kunstschilder, aquarellist, tekenaar, politiek activist voor de Boerenrepublieken, journalist en zakenman.

## Levensloop

### Jonge jaren
Bas Veth was de enige zoon van Arie Veth, oprichter-firmant van de Arnhemsche Rijtuigfabriek (Veth & Zoon), en Elisabeth Gips, die in 1860 te Dordrecht getrouwd waren. Na de dood van Arie keerde Elisabeth Veth-Gips in 1877 met Bas en twee jongere dochters terug naar Dordrecht. Bas studeerde van 1879 tot 1881 aan de Polytechnische School te Delft en werd daarna handelaar. Hij ontwikkelde zich tot impressionistisch schilder, aquarellist en tekenaar van vooral landschappen en rivier- en zeegezichten. Werken van zijn hand bevinden zich in het Dordrechts Museum, het Frans Halsmuseum in Haarlem en het Prentenkabinet van de Gemeentelijke Archiefdienst Delft. Bas Veth wordt gerekend tot de Dordtse impressionisten die zich lieten inspireren door de Haagse School.

### Actief in Dordrecht
Op 10 oktober 1887 trouwde Veth te Dordrecht met Maria Johanna Smits (Dordrecht, 1865 - Wiesbaden, 1924) - zij kregen vier kinderen, onder wie de olympisch roeier Bastiaan Marius Veth (Dordrecht, 1891 - Rotterdam, 1947). Veth was correspondent voor het Algemeen Handelsblad, kunstrecensent en oorlogscorrespondent voor de Dordrechtse Courant. In Dordrecht was Veth werkend lid en voorzitter van het Teekengenootschap Pictura. Daarnaast bereidde hij tentoonstellingen van de vereniging Voor Vak en Kunst mede voor. In 1892 was hij een van de oprichters van de historische Vereeniging Oud-Dordrecht. Van 1892 tot 1903 fungeerde hij als conservator van het Museum Oud-Dordrecht van de vereniging boven de Groothoofdspoort (de collectie bevindt zich nu in Museum Huis Van Gijn). Na zijn aftreden werd hij door de ledenvergadering tot erelid benoemd. Hij was verder bijvoorbeeld tussen 1890 en 1902 secretaris en voorzitter van de liberale Dordtse Kiesvereniging Burgerplicht (actief 1890-1899), lid van het bestuur van de plaatselijke afdeling van de vereniging Floralia (vereniging) (ter bevordering van de verzorging van bloemen en planten door de arbeidende klasse), ondervoorzitter van de Vereeniging tot instandhouding van oude gebouwen en penningmeester van de Vereeniging tot opvoeding van halfverweesde-, verwaarloosde- of verlaten kinderen in het huisgezin.

### Steun aan Boerenrepublieken
Veth fungeerde als hoofd van het Persbureau te Dordrecht van het Algemeen Nederlands Verbond. Mogelijk bracht deze functie hem in contact met dr. Willem Johannes Leyds, buitengewoon gezant en gevolmachtigd minister van de Zuid-Afrikaansche Republiek. Leyds was tijdens de Tweede Boerenoorlog (1899-1902) de spil van pogingen om vanuit West-Europa de Boerenrepublieken te steunen. Als "medewerker" van het Gezantschap van de Zuid-Afrikaansche Republiek ontwikkelde Veth vele activiteiten voor de Boerenrepublieken, die uiteenliepen van administratief werk, schrijven van opinieartikelen in Franse kranten tot beproeven en aankopen van explosieven, geweren (van Mauser) en munitie. Hij organiseerde de smokkel van wapens en de uitzending van vrijwilligers naar Zuid-Afrika. Aan het einde van de Tweede Boerenoorlog was hij ook betrokken bij het sturen van hulpgoederen naar de Boeren die over de grens met Mozambique naar de Delagoabaai gevlucht waren.

### Naar Den Haag en Frankrijk
Na de Boerenoorlog ging Veth weer in zaken en verhuisde hij naar Den Haag. Hij scheidde van Maria Johanna Smits en verliet Den Haag. Vanaf 1911 woonde hij in Parijs. Hij overleed op 4 april 1944 in Gouvieux, Frankrijk. Volgens de overlijdensakte was hij tolk.

## Archief
Zijn persoonlijk archief wordt bewaard in het Nationaal Archief te Den Haag.

## Werken
Onder meer
- Grijze Dag (1888, Dordrechts Museum)
- Bomschuit op het strand (1886)
- Bomschuit met vissers (1886), olieverf op doek, 60 × 70 cm.
- Het binnenbrengen van een schip (1889), olieverf op doek, 89 × 80 cm
- Havengezicht, aquarel, en/of Havengezicht bij Dordrecht (1891), aquarel op papier, 36 × 28 cm
- In de Noord (1893, Dordrechts Museum), olieverf
- Scheveningse bomschuit op het strand na de storm van 1894 (1894), olieverf op doek, 55 × 32 cm liggend.
- Penning op de tocht naar Kiel van het S.S. Rotterdam bij de opening van het Noord-Oostzeekanaal (1895), gedenkpenning, brons
- Drie bomschuiten op het strand onder de vuurtoren (1897), olieverf op paneel, 50 × 60 cm
- Afgemeerde zeilschepen in een haven (1898)
- Vlootschouw bij de inauguratie van koningin Wilhelmina (dus 1898?)

- Vue Du Port De Dordrecht Au Couchant (1930), pastel, 18,5 × 27 cm.
- Beurtschip aan loswal
- Beurtschip en vrachtschepen voor Dordrecht
- Houten tjalk aan de kade
- Dordrecht, olieverf
- Riviergezicht met zeilschepen
- Schepen in een haven bij winter
- Schepen, olieverf op doek, 28 × 36 cm
- Tjalken in de sneeuw (minstens twee werken met dezelfde titel)
- Tjalken op de Oude Maas voor Dordrecht
- De vlootschouw, olieverf op paneel, 22,5 × 43,3 cm
- Witte bloemen
- Zicht op Dordt vanuit Sophiapolder, toegeschreven aan Bas Veth

### Galerij

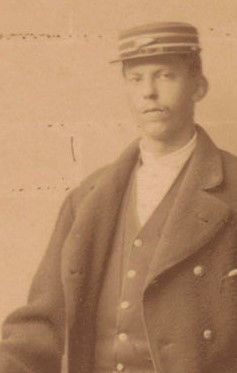
Bas Veth, van groepsportret van leden van de Dordrechtsche Roei- en Zeil Vereeniging, 1878 - 1882
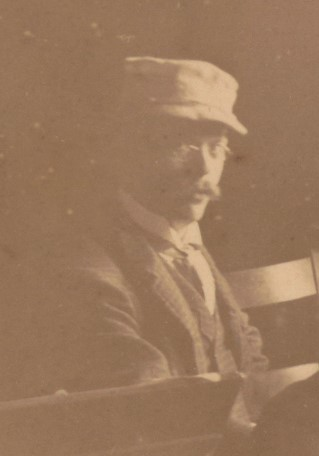
Bas Veth bij Teekengenootschap Pictura Dordrecht, 1895 ‐ 1910
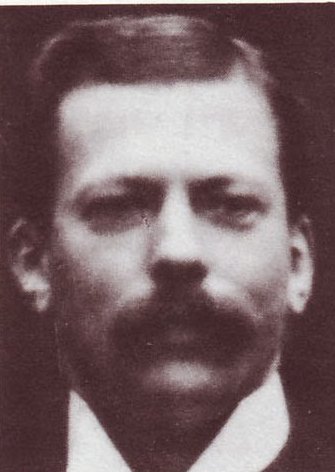
Bas Veth (?)
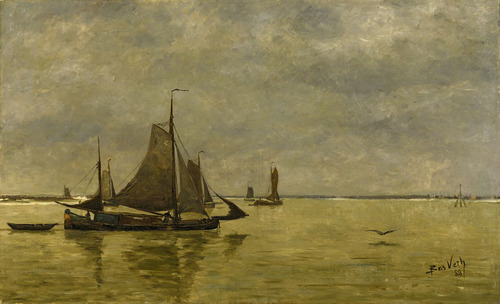
Grijze dag, 1888, Dordrechts Museum
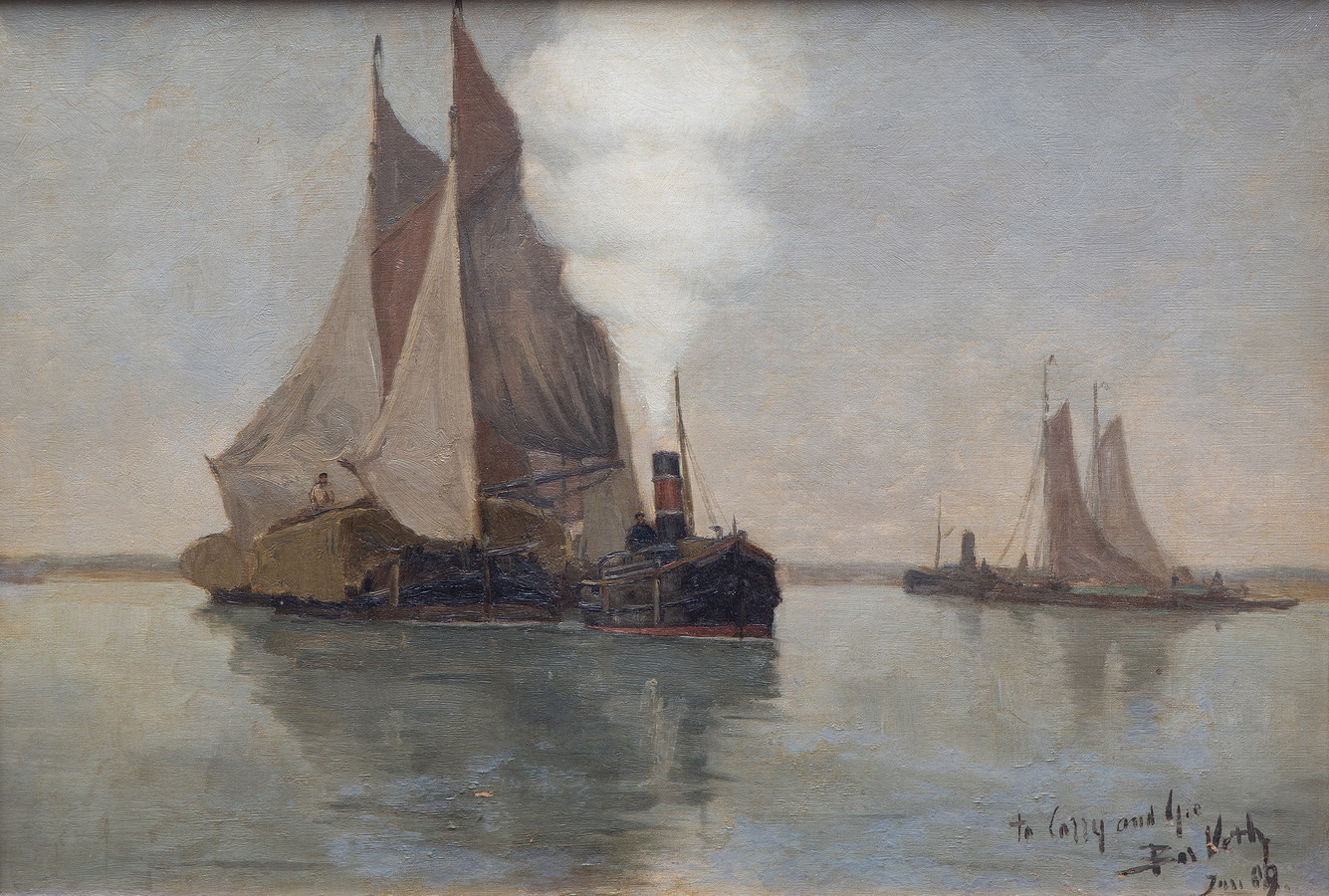
Het binnenbrengen van een schip, 1889 (met sleepboot)
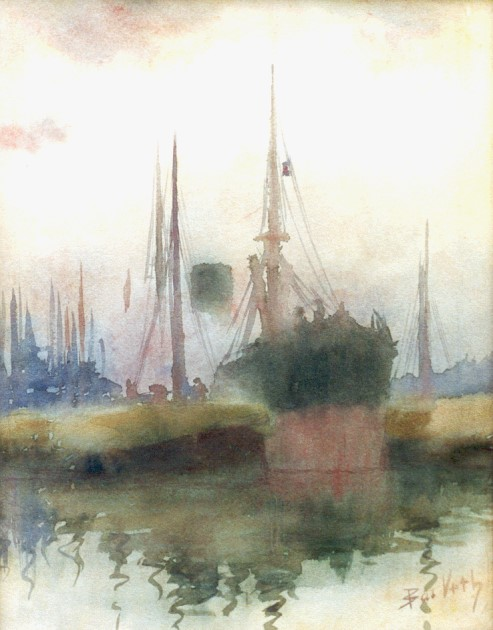
Havengezicht bij Dordrecht, 1891
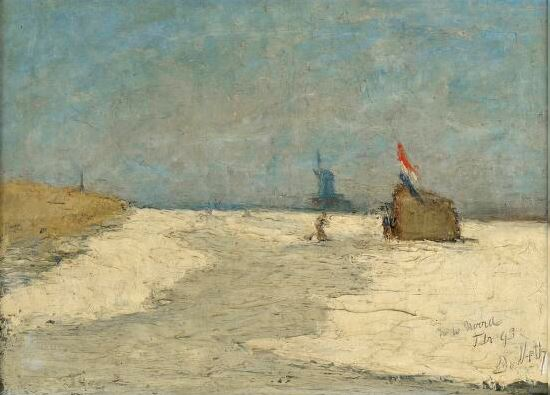
In de Noord, 1893, Dordrechts Museum
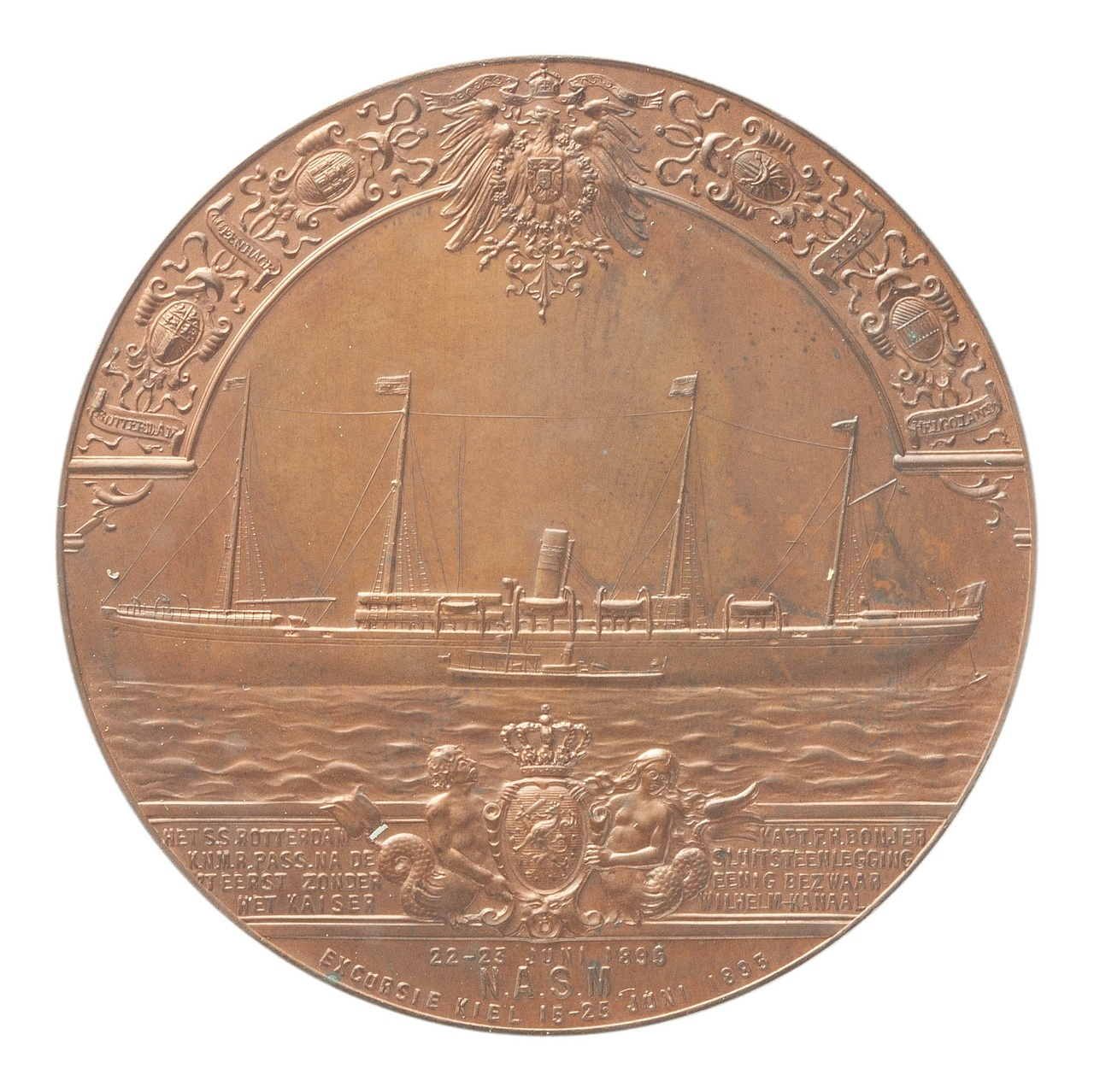
Bas Veth: Gedenkpenning van het S.S. Rotterdam bij de opening van het Kaiser Wilhelmkanaal (Noord-Oostzeekanaal, voorzijde), 1895
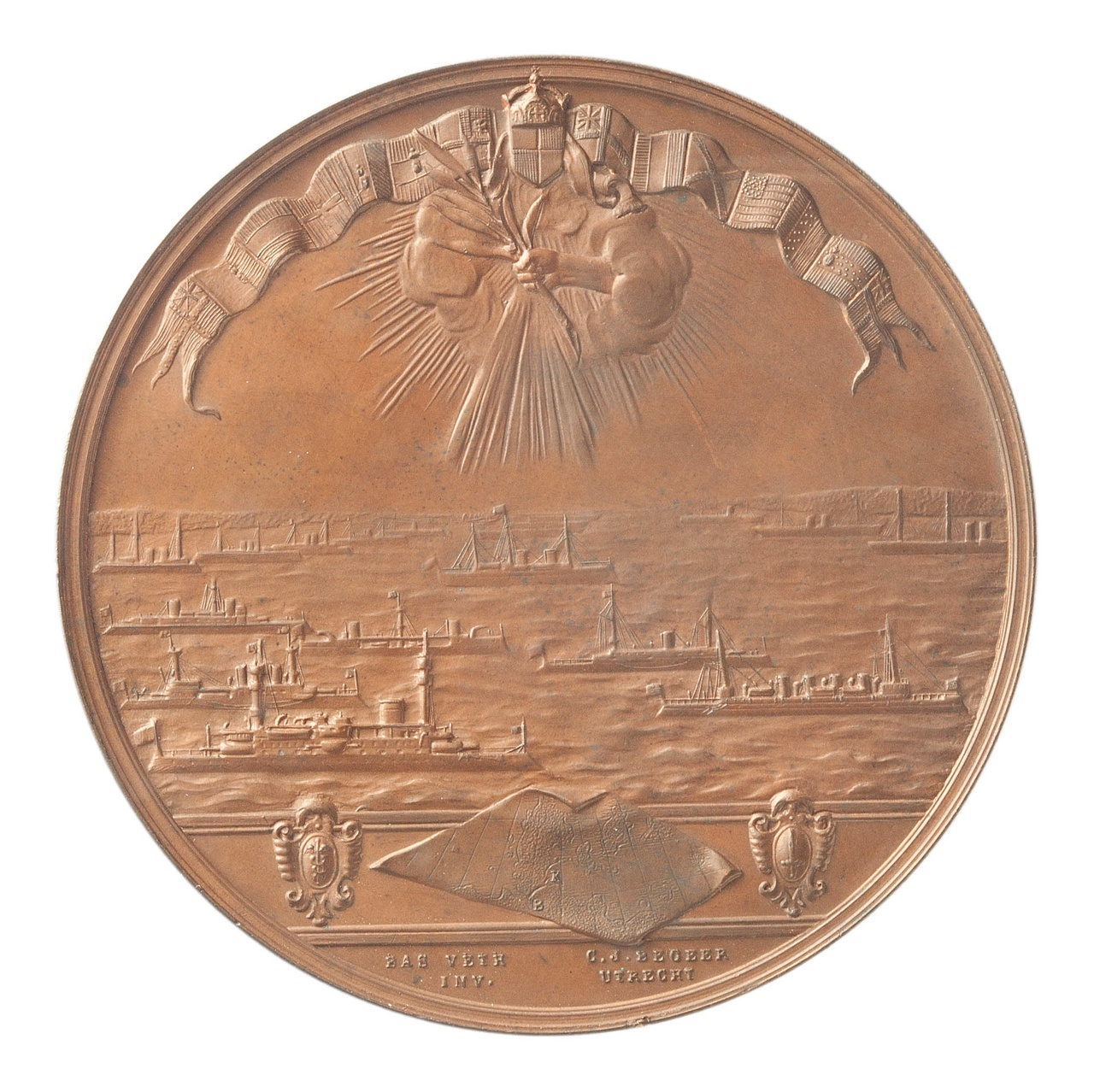
Bas Veth: idem achterzijde, 1895
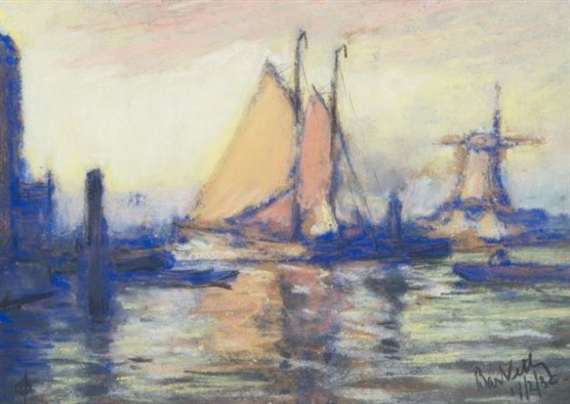
Vue du port de Dordrecht au couchant, 1930
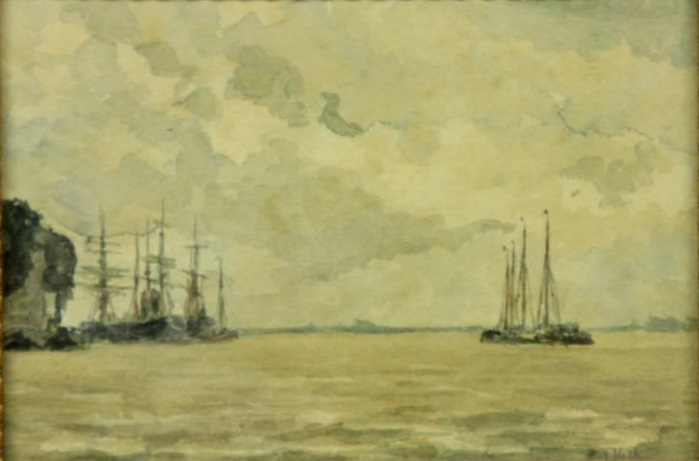
Riviergezicht met zeilschepen
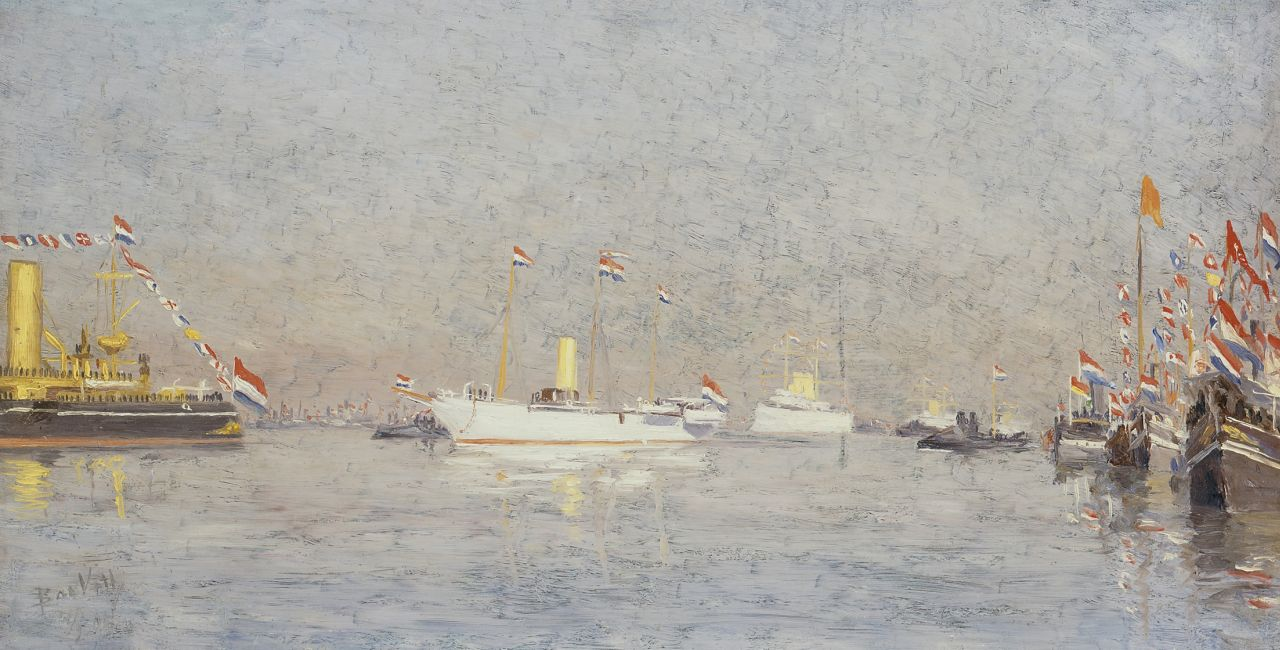
De vlootschouw
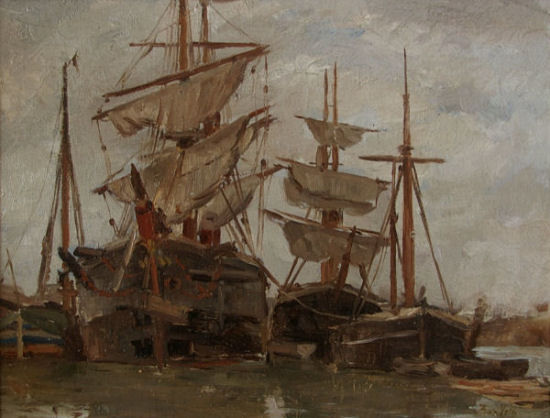
Schepen
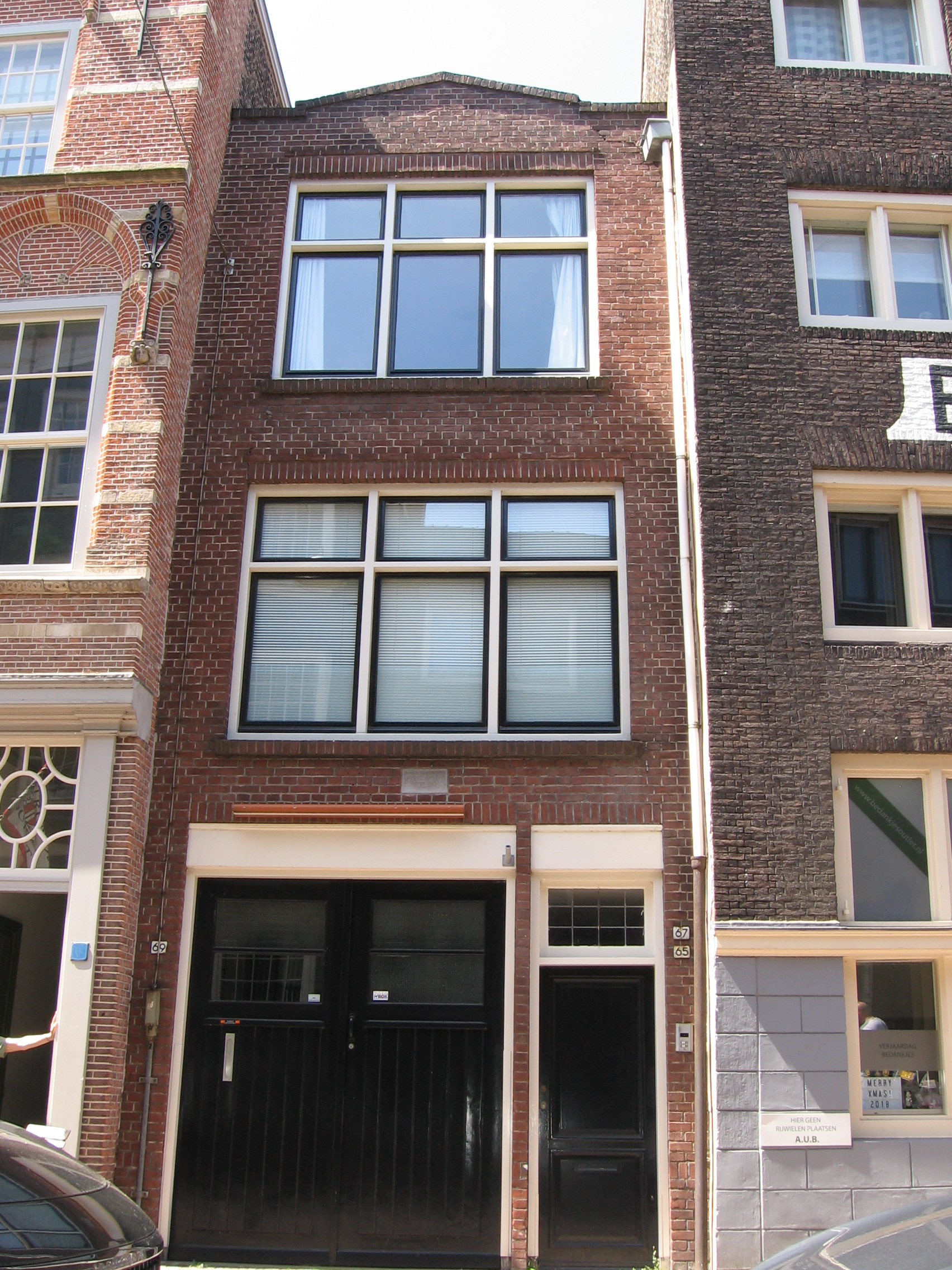
Wijnstraat 67, Dordrecht. Hier woonde Bas Veth.